# Albert Jan Verbeek
Albert Jan Verbeek (Arnhem, 27 april 1758 – Den Haag, 20 november 1829) was een Nederlandse onderwijzer, publicist, patriottisch politicus en bestuurder in de Bataafse Republiek. In 1798 nam Verbeek het initiatief voor de oprichting van de Nationale Bibliotheek, die later werd hernoemd naar Koninklijke Bibliotheek.

## Biografie

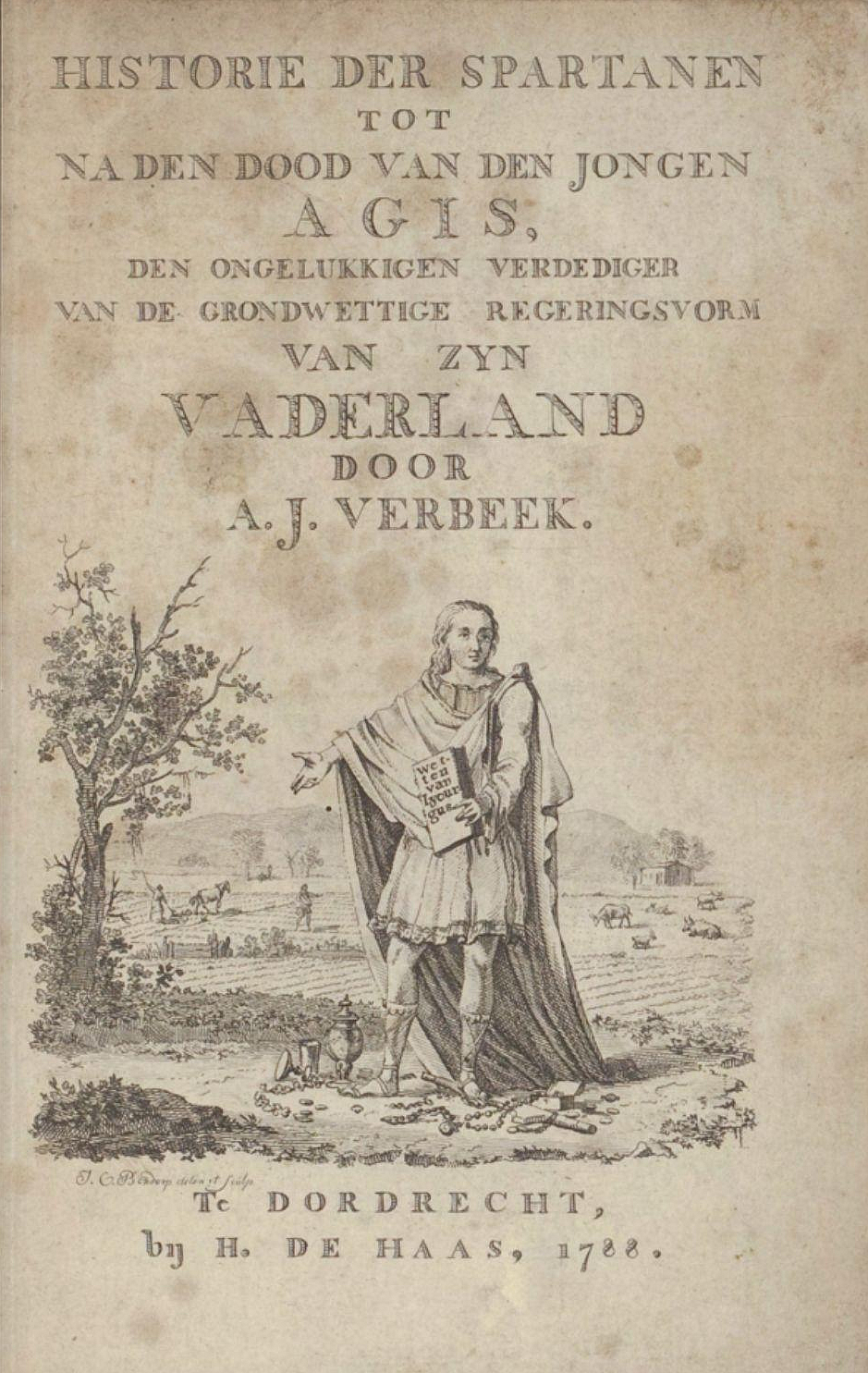
“Historie der Spartanen tot na den dood van den jongen Agis, den ongelukkigen verdediger van de grondwettige regeringsvorm van zyn vaderland”, geschreven door Albert Jan Verbeek in 1788

### Familie
Albert Jan Verbeek was een zoon van Albert Jan Verbeek (1718-1787), rentmeester van het Burgerweeshuis te Arnhem, en Johanna Cannegieter (1722-1797), dochter van de historicus Hendrik Cannegieter, rector van de Latijnse school te Arnhem. In 1793 trouwde Verbeek met Hendrika Telders, lid van het geslacht Telders, dochter van Johannes Telders (1741-1817), commissaris-deciseur van de graanmarkt te Dordrecht. Onder hun kinderen was dr. Albert Jan Verbeek (1795-1835), een medicus die onder meer onderzoek deed naar de medische toepassingsmogelijkheden van de plant Ballota lanata.

### Periode als onderwijzer
Verbeek werd onderwijzer (preceptor) aan de Latijnse school. Eerst in Alkmaar, vanaf 1779 te Haarlem en tussen 1781 en 1796 aan de Latijnse school in Dordrecht. Zijn broer Hendrik Verbeek (1750-1815) werkte daar al sinds 1769 als preceptor en zou het in 1799 zelfs brengen tot rector van deze Latijnse school. Na zijn vestiging in Dordrecht raakte Albert Jan Verbeek betrokken bij de patriottische beweging. Nadat in 1787 de stad Dordrecht aan Willem V van Oranje-Nassau de stadhouderlijke rechten had ontzegd en datzelfde jaar tussen de Patriotten en Oranjepartij onlusten uitbraken, moesten na de Pruisische inval, die de Oranjerestauratie mogelijk maakte, vele functionarissen de Eed op de Constitutie afleggen. Op 19 april 1788 legde ook Albert Jan Verbeek deze eed van trouw af, hoewel hij het patriottische gedachtegoed trouw bleef. Hij had weinig keus gehad, omdat hij anders ontslagen had kunnen worden.

### Periode als politicus
Verbeek publiceerde diverse werken waarin zijn denkbeelden over mens en maatschappij werden verwoord. Binnen de stroming van de Verlichting was onder meer de Engelse filosoof John Locke een bron van inspiratie voor hem. Direct na de omwenteling van 1795 werd Verbeek verkozen als een van de 24 leden van de Provisionele Raad der Stad Dordrecht en van de Merwede en tevens aangesteld als tweede plaatsvervangend lid van de Provisionele Representanten van het Volk van Holland, namens Dordrecht. In de jaren 1796-1797 was hij voorzitter van het ‘Provinciaal Bestuur van Holland’ in Den Haag. Verbeek stond bekend als een tegenstander van nepotisme en factievorming binnen het openbaar bestuur.
In juni-juli 1798 was Verbeek voorzitter van de ‘Intermediaire Wetgevende Vergadering’. Vanaf eind juli 1798 tot oktober 1801 was Verbeek lid van de Eerste Kamer van het Vertegenwoordigend Lichaam. Hij werd daarvan tussen 1798 en 1800 tevens de voorzitter. Verbeek nam op 17 augustus 1798 het initiatief voor de oprichting van de ‘Nationale Bibliotheek’ van de Bataafse Republiek. Als begin voor de bibliotheekcollectie diende de omvangrijke boekenverzameling, die in 1795 door erfstadhouder Willem V was achtergelaten, toen hij vluchtte naar Groot-Brittannië. De achtergelaten stadhouderlijke verzameling bestond uit 5481 titels en een collectie van 20.000 pamfletten. De vergadering van het Vertegenwoordigend Lichaam van de Bataafse Republiek nam het voorstel van Verbeek over en besloot op 8 november tot de officiële oprichting.

### Latere loopbaan
Als een soort bijbaan was Verbeek in 1796 benoemd als secretaris van de ‘Generale administratie der Domeinen van de vorst van Nassau’, die het beheer voerde over de voormalige bezittingen van de erfstadhouder. Na zijn leven als politicus, werkte Verbeek daar nog steeds: vanaf 1803 als chef van divisie van de ‘Administratie over de Nationale Domeinen’, als commissaris van de ‘Administratie der Domeinen’ en als secretaris van de ‘Hoofdadministratie der Domeinen’. Na de val van Napoleon werd Verbeek niet terzijde geschoven. Onder koning Willem I der Nederlanden diende hij vanaf 1814 tot zijn pensioen als secretaris van de ‘Raad der Domeinen’.

## Publicaties
- 1783: “Lijkklagt over het smartelijk afsterven van ... mr. Johan de Witt, vrijheer van Jaarsveld, in den oudraad der stad Dordrecht.”, Uitgeverij J.Ph. Streccius, Dordrecht.
- 1784: “PAX”, Uitgeverij Hendrik de Haas, Dordrecht. Een gedicht in het Latijn, waarin Verbeek ageerde tegen Engeland, naar aanleiding van de Vierde Engels-Nederlandse Oorlog.
- 1785: “Dordrechts gedenkboek”, Uitgeverij Hendrik de Haas, Dordrecht.
- 1785-1789: “Mengelwerk van het Dordrechts gedenkboek”, vier delen, Uitgeverij Hendrik de Haas, Dordrecht.
- 1788: “Historie der Spartanen tot na den dood van den jongen Agis, den ongelukkigen verdediger van de grondwettige regeringsvorm van zyn vaderland.”, Uitgeverij Hendrik de Haas, Dordrecht.
- 1790: “Proeve van een Zedekundig Zakboek voor het Volk van Nederland”, Uitgeverij Hendrik de Haas, Dordrecht.
- 1797: “Praeadvis van den Burger A.J. Verbeek, President van het Provinciaal Bestuur van Holland, over het verschil tusschen de Municipaliteit en een gedeelte der Burgery van den Haag, aangaande de schikking en oproeping der Grondvergaderingen.”, Uitgeverij Hendrik de Haas, Dordrecht.
- 1797: “Rapport van de burgers J. Goldberg, A.J. Verbeek en C. Scheffer, uitgebragt in eene vergadering van de Societeit voor Eenheid en Orde in Den Haag, over het Ontwerp van Constitutie, zo als het zelve door de Nationaale Vergadering, representeerende het volk van Nederland, aan het Bataafsche volk ter goed of afkeuring is voorgedragen.”, Uitgeverij I. van Cleef, Den Haag.
- 1798: “Aanspraaken gedaan door de burgers J. Spoors en A.J. Verbeek, als voorzitters van het Intermediair administratief bestuur en Intermediair wetgeevend lichaam der Bataafsche Republiek. By gelegenheid der installatie van hetzelve Intermediair wetgeevend lichaam. Op den 13. juny 1798”, Lands Drukkerij, Den Haag.
- 1810: “Zedekundig-zakboek voor de Nederlanders, doorvlochten van eene menigte echte, zeer merkwaardige en nuttige voorvallen, die men elders te vergeefsch zoeken zal.”, Uitgeverij A. Blussé & Zoon, Dordrecht.

- Biografisch Portaal: 22782543
- Digitale Bibliotheek voor de Nederlandse Letteren: verb043
- Gemeinsame Normdatei: 121284980
- International Standard Name Identifier: 0000 0000 1271 1601
- Nederlandse Thesaurus van Auteursnamen: 073350931
- Parlement.com: vg09llx586su
- Virtual International Authority File: 69780678
- WorldCat: E39PBJdRvbf3VgJ34c3PkKM773